# Lista de bairros de Vitória da Conquista

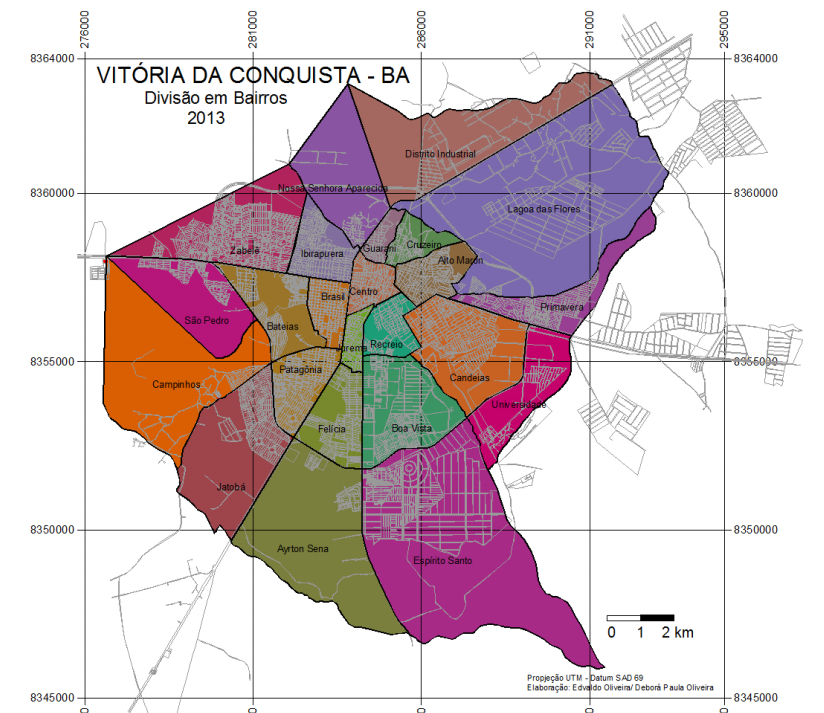

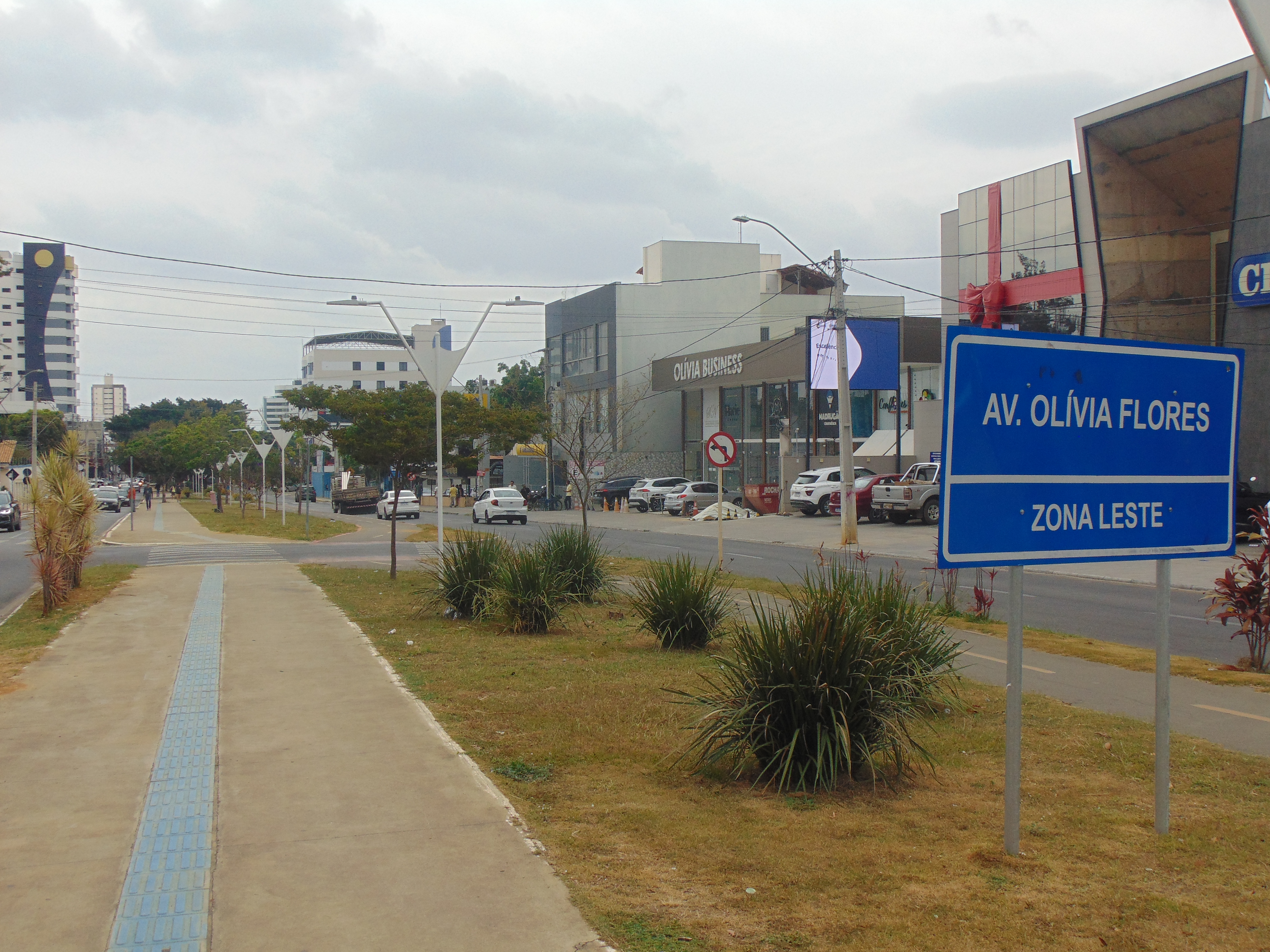
Avenida Olívia Flores, Candeias, bairro nobre de Vitória da Conquista

Essa é uma lista dos bairros, criados por lei, do município brasileiro de Vitória da Conquista, estado da Bahia.
Note-se que são abaixo listados, os bairros, e não os diversos loteamentos que compõem cada bairro:
1. Alto Maron
2. Ayrton Senna
3. Bateias
4. Boa Vista
5. Brasil
6. Campinhos
7. Candeias
8. Centro
9. Cruzeiro
10. Distrito Industrial
11. Espírito Santo
12. Felícia
13. Guarani
14. Ibirapuera
15. Jatobá
16. Jurema
17. Lagoa das Flores
18. Nossa Senhora Aparecida
19. Patagônia
20. Primavera
21. Recreio
22. São Pedro
23. Universidade
24. Zabelê